# Grób Roseanny
Grób Roseanny – amerykańsko-włoska tragikomedia z 1997 roku w reżyserii Paula Weilanda. Zdjęcia kręcono we włoskim regionie Lacjum (Cori, Latina, Sermoneta).

## Fabuła
Marcello prowadzi restaurację w małej włoskiej wiosce. Jego żona Roseanna ciężko choruje na serce i prosi go, by została pochowana obok grobu córki. Jednak na cmentarzu są tylko trzy miejsca, a liczba pogrzebów może być większa. W szpitalu leży dwóch umierających mężczyzn. W wiosce pojawia się też mafioso.

## Główne role
- Jean Reno jako Marcello
- Mercedes Ruehl jako Roseanna "Rosa"
- Polly Walker jako Cecilia
- Mark Frankel jako Antonio
- Trevor Peacock jako Fredo Iaccoponi
- Fay Ripley jako Francesca
- George Rossi jako sierżant Baggio
- Giuseppe Cederna jako ksiądz Bramilla
- Roberto Della Casa jako Bruno Rossi
- Luigi Diberti jako Capestro
- Renato Scarpa jako dr Sergio Benvenuto
- Romano Ghini jako Umberto
- Giovanni Pallavicino jako Enzo
- Jorge Krimer jako Salvatore
- Daniele Ferretti jako Nunzio
- Paul Muller jako Pavone
- Lucia Guzzardi jako Gianna
- Lidia Biondi jako pani Aprea
- Anna Mazzotti jako Claudia